# Sân vận động Toyota (Nhật Bản)
Sân vận động Toyota (豊田スタジアム Toyota Sutajiamu) là một sân vận động dành riêng cho bóng đá có mái che có thể thu vào ở Toyota, tỉnh Aichi, Nhật Bản. Sân có sức chứa 45.000 chỗ ngồi và được hoàn thành xây dựng vào năm 2001. Đây là sân nhà của câu lạc bộ J1 League Nagoya Grampus và câu lạc bộ rugby union Toyota Verblitz thuộc Top League.
Mái che của sân vận động có hình dạng gần giống đàn phong cầm; tuy nhiên, mái che đã không bao giờ được đóng lại kể từ năm 2015 do không có đủ chi phí để bảo trì.